# David Parsons
David Richard "Dave" Parsons, född 2 juli 1962 i Uxbridge, London, är en brittisk musiker. 
Parsons var med och bildade grungebandet Bush 1992. Han var med i bandet som basist fram till dess splittring 2002. När bandet återförenades 2010 så valde han att inte gå med i bandet igen. Han har även spelat i grupperna The Partisans och Transvision Vamp.